# Robert Sedgewick
Robert Sedgewick (né le 20 décembre 1946) est un informaticien américain, surtout connu pour sa série de manuels « Algorithms » qui présentent, expliquent et analysent les principaux algorithmes de l'informatique. 
Les algorithmes sont proposés, au cours des éditions successives, non pas en pseudo-code, mais directement dans plusieurs langages de programmation : Pascal, Modula-3, C, C++ et Java.

## Carrière
Sedgewick est titulaire d'un doctorat en informatique de l'université Stanford obtenu en 1975 sous la direction de Donald Knuth, portant sur l'algorithme de tri Quicksort. 
Il est ensuite professeur d'informatique à l'Université Brown de 1975 jusqu'en 1985 où il rejoint l'Université de Princeton. Il y est directeur fondateur du département d'informatique. Il y occupe la chaire William O. Baker du département d'informatique.
Il est par ailleurs membre (émérite) du conseil d'administration de Adobe Systems.
Il est chercheur invité à Xerox PARC Palo Alto (1978, 1979), à l'Institute for Defense Analysis (en) de Princeton (1978, 1979, 1983, 1990, 1994, 1997) et à l'INRIA (1982-83, 1990).

## Recherche
L'activité de recherche de Sedgewick est centrée sur l'analyse en moyenne des algorithmes : avec Philippe Flajolet, il est l'auteur de deux ouvrages qui ont contribué à répandre les méthodes de la combinatoire analytique, une discipline qui repose sur l'utilisation de séries génératrices pour dénombrer les structures combinatoires, et de l'analyse complexe pour en établir les propriétés asymptotiques. Comme expliqué par Knuth dans The Art of Computer Programming, il s'agit d'une méthode fondamentale permettant l'analyse en moyenne d'algorithmes.
Avec Leo J. Guibas, il popularise en 1978 la structure de données d'arbre bicolore dans leur article
A dichromatic framework for balanced trees en adaptant le travail de Rudolf Bayer.
Il enseigne quatre cours en ligne sur la plateforme Coursera, à savoir Algorithms Part I and II, Analysis of Algorithms et Analytic Combinatorics,,,.

## Prix et honneurs
En 1997, Robert Sedgewick est élu Fellow de l'Association for Computing Machinery « pour ses travaux précurseurs dans l'analyse mathématique des algorithmes et ses recherches novatrices en animation algorithmique ».
Philippe Flajolet (à titre posthume) et Robert Sedgewick sont les lauréats 2019 du Prix Leroy P. Steele, dans la section « vulgarisation mathématique », pour leur livre Analytic Combinatorics.

## Ouvrages
En plus de sa thèse de doctorat :
- [1975] Robert Sedgewick, Quicksort, Garland Publishing, Inc., 1975, 344 p. (ISBN 0-8240-4417-7)

Robert Sedgewick a publié une fameuse série de livres d'enseignement de l'algorithmique, les premiers seul et les suivants avec Kevin Wayne ; la troisième édition est déclinée en C, C++ et en Java ; cette dernière est traduite en français.
- [1983] Robert Sedgewick, Algorithms, Addison-Wesley, 1983, 1re éd., 551 p. (ISBN 0-201-06672-6)
- [1988] Robert Sedgewick, Algorithms, Addison-Wesley, 1988, 2e éd., 657 p. (ISBN 0-201-06673-4)
- [1990] Robert Sedgewick, Algorithms in C, Addison-Wesley, 1990, xii+657 (ISBN 978-0-201-51425-4) —  traduction française : Algorithmes en langage C : cours et exercices
- [1992] Robert Sedgewick, Algorithms in C++, Addison-Wesley, 1992, xiv+656 (ISBN 978-0-201-51059-1)
- [1998] Robert Sedgewick, Algorithms in C : parts 1-4 : fundamentals, data structures, sorting, searching, Addison-Wesley-Longman, 1998, 3e éd., xvii+702 (ISBN 978-0-201-31452-6)
- [1998] Robert Sedgewick, Algorithms in C++ : parts 1-4 : fundamentals, data structures, sorting, searching, Addison-Wesley-Longman, 1998, 3e éd., xix+716 (ISBN 978-0-201-35088-3, lire en ligne)  —  traduction française : Algorithmes en C++ : concepts fondamentaux, structures de données, tri et recherche
- [2002] Robert Sedgewick, Algorithms in C - part 5 : graph algorithms, Addison-Wesley-Longman, 2002, 3e éd., xiii+482 (ISBN 978-0-201-31663-6)
- [2002] Robert Sedgewick, Algorithms in C++ - part 5 : graph algorithms, Addison-Wesley-Longman, 2002, 3e éd., xvi+496 (ISBN 978-0-201-36118-6)
- [2002] Robert Sedgewick, Algorithms in Java : parts 1-4 : fundamentals, data structures, sorting, searching, Addison-Wesley, 2002, 3e éd., 768 p. (ISBN 0-201-36120-5)  —  traduction française : Algorithmes en Java : concepts fondamentaux, structures de données, tri et recherche, 2004 (SUDOC 079250645)
- [2003] Robert Sedgewick, Algorithms in Java - part 5 : graph algorithms, Addison-Wesley, 2003, 3e éd., 528 p. (ISBN 0-201-36121-3)

avec Kevin Wayne
- [2008] Robert Sedgewick et Kevin Wayne, Introduction to Programming in Java : An Interdisciplinary Approach, Pearson/Addison-Wesley, 2008, xiii+723 (ISBN 978-0-321-49805-2)
- [2011] (en) Robert Sedgewick et Kevin Wayne, Algorithms, Upper Saddle River, Addison-Wesley, 2011, 4e éd., 955 p. (ISBN 978-0-321-57351-3, présentation en ligne, lire en ligne)
- [2014] Robert Sedgewick et Kevin Wayne, Introduction to Programming in Java : An Interdisciplinary Approach (Pearson New International Edition), Pearson/Addison-Wesley, 2014, ii+477 (ISBN 978-1-292-02556-8)
- [2015] Robert Sedgewick, Kevin Wayne et Robert Dondero, Introduction to Programming in Python : An Interdisciplinary Approach, Addison-Wesley, 2015, ix+771 (ISBN 978-0-13-407643-0)
- [2016] Robert Sedgewick et Kevin Wayne, Algorithms (Fourth edition deluxe), Addison-Wesley, 2016, xiii+955 (ISBN 978-0-13-438468-9)
- [2017] Robert Sedgewick et Kevin Wayne, Computer science : an interdisciplinary approach, Addison-Wesley, 2017, 1146 p. (ISBN 978-0-13-407642-3, présentation en ligne)

avec Philippe Flajolet
- [1995] Philippe Flajolet et Robert Sedgewick, An Introduction to the Analysis of Algorithms, Addison-Wesley, 1995 (ISBN 978-0-201-40009-0) — Traduction française : Introduction à l'analyse des algorithmes
- (en) Philippe Flajolet et Robert Sedgewick, Analytic Combinatorics, Cambridge University Press, 2008 (ISBN 0-521-89806-4, lire en ligne)

Plusieurs de ces livres ont été aussi traduits dans d'autres langues.